# Stevenia alyssoides
Stevenia alyssoides là một loài thực vật có hoa trong họ Cải. Loài này được Adam & Fisch. miêu tả khoa học đầu tiên.